# Heidi Montag
Heidi Blair Montag (Crested Butte, 15 settembre 1986) è un personaggio televisivo, attrice e cantante statunitense.

## Biografia
È nota per aver partecipato a The Hills, reality televisivo firmato MTV. Heidi è stata una delle protagoniste del reality, durante il quale è apparsa anche con suo marito Spencer Pratt. Heidi è successivamente apparsa nelle serie TV I'm a Celebrity... Get Me Out of Here! e How I Met Your Mother. Nel 2008 ha lanciato una propria linea moda, la Heidiwood. Ha promosso la propria linea in maniera massiccia con apparizioni televisive e su giornali.
Nel febbraio del 2007 ha incominciato a lavorare al proprio album di debutto con il produttore David Foster. Nel 2008 è uscito il primo singolo, intitolato Higher, che ha ottenuto una discreta visibilità accompagnata però da critiche negative. Successivamente sono stati pubblicati anche i singoli No More, Fashion (scritta e successivamente ricantata da Lady Gaga), More is More, Overdosin, Look How I'm Doing, Your Love Found Me Blackout e Body Language, quest'ultimo interpretato anche durante lo spettacolo Miss Universo. In attesa della pubblicazione dell'album di debutto, nel 2009, ha pubblicato due EP: Wherever I Am e Here She Is.... Prima del lancio ufficiale nel mondo musicale, Heidi Montag si è sottoposta a oltre 10 interventi di chirurgia estetica. Darlene Egelhoff, la madre della Montag ha dichiarato di essere rimasta inorridita dalla scelta della figlia.
Nel novembre 2009 è uscito il singolo Superficial, che ha anticipato la pubblicazione dell'omonimo album di debutto, avvenuta l'11 gennaio 2010. Lo stesso giorno è uscito anche il secondo singolo Fanatic. La produzione dell'album è costata in totale $2,000,000, una grossa cifra voluta dalla stessa Montag che voleva che il suo album potesse essere paragonabile ai lavori di artisti come Britney Spears. L'album, alla fine, si è rivelato un flop non riuscendo a vendere neanche 1 000 copie nella prima settimana. La Montag aveva in precedenza dichiarato che l'album a parer suo sarebbe stato un successo e che le sue canzoni avrebbero avuto un forte impatto nella storia della musica. Il 15 febbraio pubblica due nuovi singoli: Sex Ed e Trash Me (Cover di Jessie Malakouti) e ha confermato il ritorno in studio per la registrazione di nuovo materiale. Heidi nel 2013 ha fatto parte del reality inglese "Celebrity Big Brother". Nel 2019 ha fatto parte del cast di The Hills: New Beginnings, come da lei annunciato ai MTV Video Music Awards del 2018

## Vita privata
Montag è sposata dall'aprile 2009 con Spencer Pratt. Nell'estate 2010 sono cominciate a circolare voci di un divorzio tra i due, messe in giro allo scopo di rilanciare la carriera di Heidi. Poi nel novembre del 2010, durante una cerimonia a Carpenteria, in California, i due hanno rinnovato i voti di matrimonio.. Nell'aprile 2017 la coppia ha annunciato la gravidanza dell'attrice, che ha dato alla luce il figlio Gunner Stone il 1º ottobre dello stesso anno.

## Filmografia

### Cinema
- Mia moglie per finta (2011)

### Televisione
- Laguna Beach: The Real Orange County (2005)
- The Hills - (reality show) (2006-2010)
- How I Met Your Mother - (serie TV) (2009)
- I'm a Celebrity... Get Me out of Here! (2009)
- Famous Food (2011)
- Celebrity Big Brother (2013, 2017)

## Discografia

### Album
- 2010 - Superficial

### EP
- 2009 - Wherever I Am
- 2009 - Here She Is...

## Doppiatrici italiane
È stata doppiata da:
- Gilberta Crispino in: Mia moglie per finta.
- Perla Liberatori in: The Hills.

Da doppiatrice è stata sostituita da:
- Perla Liberatori ne I Griffin (sé stessa)